# Isaak Spielrein
Isaak Naftuljewicz Spielrein (ros. Исаак (Иче-Майер) Нафтульевич Шпильрейн, ur. 13 maja 1891 w Rostowie nad Donem, zm. 1937 w Moskwie) – radziecki psycholog, jeden z twórców psychologii pracy i psychotechniki. Studiował w Heidelbergu i Lipsku (1909–1914); w 1914 uzyskał tytuł doktora.
W 1935 został aresztowany za działalność kontrrewolucyjną i trockizm, po czym rozstrzelany. Zrehabilitowano go pośmiertnie. 
Miał  siostrę Sabinę (psychiatrę i psychoanalityczkę) oraz braci Jana (1887–1937, matematyk) i Emila (1899–1938, biolog).